# 알 폰도 아이 시티오
《알 폰도 아이 시티오》(스페인어: Al fondo hay sitio)는 2009년부터 현재까지 방영되고 있는 페루의 코미디 드라마이다.